# Cupid's Touchdown
Cupid's Touchdown è un cortometraggio muto del 1917 diretto da Frank Beal. Prodotto dalla Selig e sceneggiato da Marjorie Benton Cooke, il film aveva come interpreti Jack Pickford, Clara LaMoyne, Scott R. Beal, Sidney Smith.

## Trama
Henry Blondy Burton, un ragazzo di campagna, parte alla volta dell'università. Al college, dove sottostare a tutte le prove che attendono ogni matricola ma riesce a superarle con successo. Trova anche l'amore in Polly, una bella studentessa, ma una goliardata, quando si traveste da ragazza, gli provoca una sospensione. Alla partita di football, si trova tra le riserve. Dovendo scendere in campo, Polly lo incita a vincere, promettendogli il suo cuore. Blondy, felice e deciso, gioca la partita della sua vita, conquistando la vittoria.

## Produzione
Il film fu prodotto dalla Selig Polyscope Company.

## Distribuzione
Distribuito dalla General Film Company, il film - un cortometraggio in una bobina - uscì nelle sale cinematografiche statunitensi il 3 febbraio 1917.